# Kunibert van Keulen

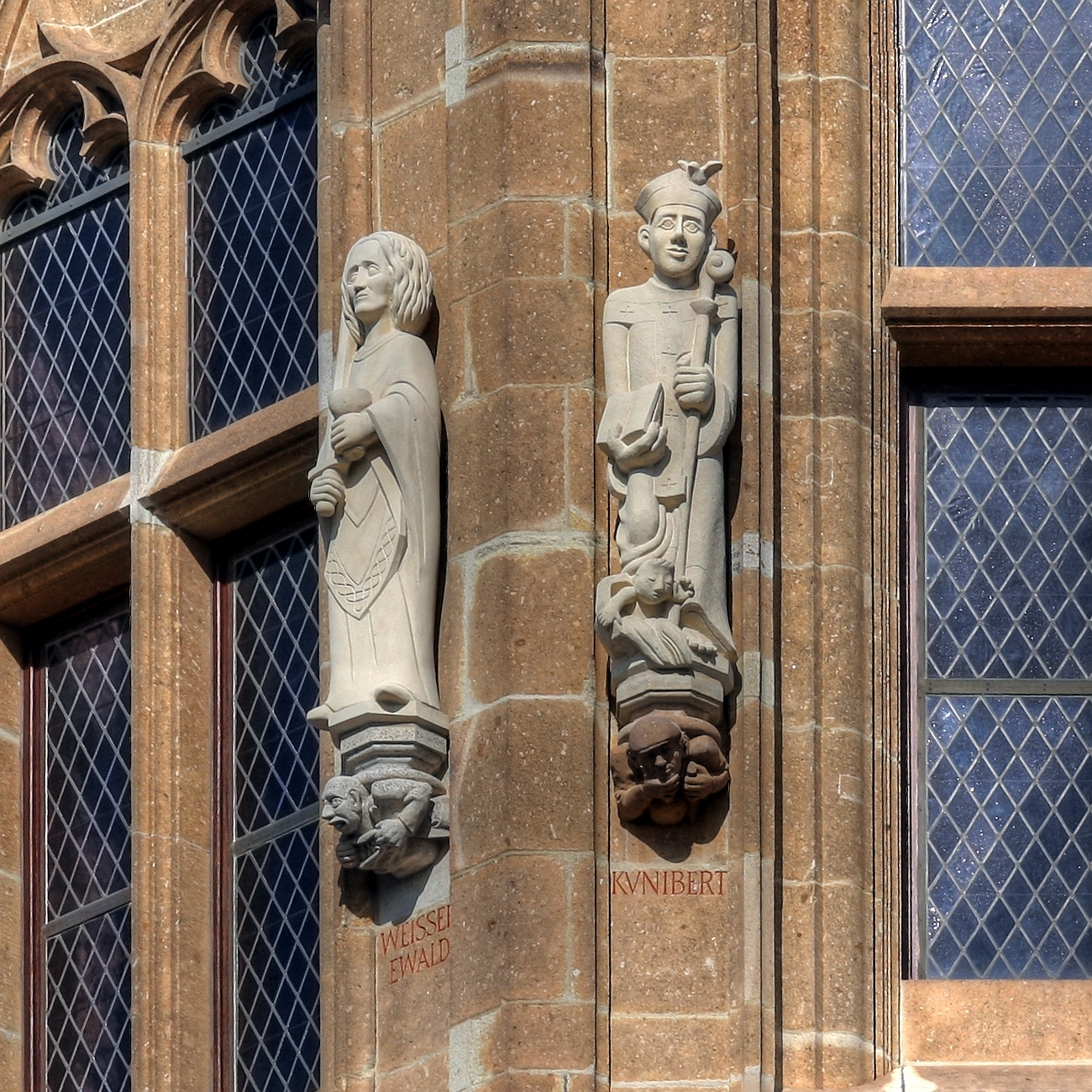
Beeld van Kunibert (rechts) op de toren van het stadhuis van Keulen

Kunibert van Keulen of Cunibertus (rond 600 - Keulen, 12 november ca. 663) was de negende bisschop van Keulen. Hij is later heilig verklaard als Sint-Kunibert.

## Levensloop
Kunibert werd rond 600 aan de Moezel geboren. Hij stamde af van Ripuarische adel. Hij werd aan het hof van Chlotarius II opgevoed. Voordat hij in 627 bisschop van Keulen werd, was hij aartsdiaken in Trier. Na zijn verkiezing tot bisschop van Keulen zou hij door een duif naar het graf van Sint-Ursula gebracht zijn.
Als bisschop van Keulen was hij, volgens de kronieken van Fredegar, een van de raadsmannen van koning Dagobert I. Na de dood van Pepijn van Landen werd Kunibert rijksbestuurder. Hij zette aan tot de schriftelijke herziening van het Merovingische wetboek, de Lex Ripuaria. Tijdens zijn ambtsperiode bloeiden de kerken en kloosters in zijn bisdom.
Kunibert van Keulen werd heilig verklaard. Zijn feestdag is zijn overgeleverde sterfdag, 12 november. Hij werd begraven in de naar hemzelf vernoemde kerk in Keulen.
- Gemeinsame Normdatei: 137311699
- Virtual International Authority File: 81519645